# Mount Mawson
Der Mount Mawson befindet sich im Mount Field National Park im australischen Bundesstaat Tasmanien.
Der Berg liegt etwa 89 Kilometer nordwestlich von Hobart und 232 Kilometer von Launceston entfernt. Der Gipfel dieses Berges liegt auf 1320 Meter über Meereshöhe. 
Das Skigebiet liegt ungefähr auf einer Höhe von 1250 Meter und ist das tiefer gelegene der beiden Skigebiete Tasmaniens. Es gibt vier Skilifte und fünf Abfahrten, die sich fußläufig etwa 20 Minuten vom Autoparkplatz entfernt befinden. Am Mount Mawson wurde das Skigebiet im Jahre 1958 erschlossen.
In Tasmanien gibt nur noch ein weiteres Skigebiet Ben Lomond. Mount Mawson gilt als das schneesicherere Skigebiet.